# هیوندای موتور هند
هیوندای موتور هند (به انگلیسی: Hyundai Motor India Limited) شرکت تابعهٔ هیوندای موتور در هند است.
از خودروهای تولیدی این شرکت برای بازار هند می توان به هیوندای ایون، هیوندای آئورا، هیوندای سانترو، هیوندای آی۱۰ گرند بی‌ای و هیوندای ایکسنت اشاره کرد.
همچنین این شرکت سابقهٔ مونتاژ خودروهای هیوندای گرند آی۱۰ نیوس ال‌ای، هیوندای آی۲۰ جی‌بی، هیوندای ورنا اچ‌سی،هیوندای الانترا ای‌دی، هیوندای ونیو، هیوندای کونا الکتریکی، نسل اول هیوندای کریتا، هیوندای توسان تی‌ال، هیوندای گتز، هیوندای سوناتا وای‌اف و هیوندای تیراکان اشاره کرد.